# 甘耀明
甘耀明（1972年2月29日—），台灣小說家，東海大學中國語文學系畢業，國立東華大學創作與英語文學研究所藝術碩士（M.F.A.），被譽為是台灣新鄉土作家先驅，亦是台灣客家文學代表作家，作品融合歷史記憶、族群關係、國族認同、鄉土關懷，代表作有《殺鬼》、《邦查女孩》以及《成為真正的人》。

## 生平[1]
甘耀明出生於苗栗縣獅潭鄉，獅潭鄉是客家人為主的聚落，自小甘耀明便耳濡目染客家的民間傳說和鄉野傳奇，成為孕育日後作品獨特風格的養分。進入東海大學就讀後，除了古典文學的訓練外，並自習當代文學，受到當時導師甘漢銓先生的肯定，開始投稿參加校內文學獎比賽，並創辦《距離》文學刊物（1994-2002年發行）。
大學畢業後，曾任小劇場工作者、記者、中學教師，期間持續文學創作，並開始在文學領域展露頭角，1999年以〈吊死貓〉獲台灣省文學獎短篇小說佳作，2001年以〈神秘電台〉、〈在你的夢裡練習飛翔〉獲中央日報文學獎短篇小說第三名、桃園縣文藝創作獎短篇小說第二名。
2002年起至國立東華大學攻讀創作與英語文學研究所，亦持續創作，類型以短篇和中篇小說為主，2003年出版第一本短篇小說集《神秘列車》，2004年與李崇建合著教育書《沒有圍牆的學校》，2005年出版小說《水鬼學校和失去媽媽的水獺》。畢業後，甘耀明與教育工作者李崇建共同成立「千樹成林創意作文班」，開始兒童作文的教學工作。
2009年出版第一本長篇小說《殺鬼》，獲中國時報開卷年度十大好書獎、台北國際書展大獎，備受矚目，並至柏林「台德文學交流合作」駐村（2011年）。2015年出版《邦查女孩》，2017年出版《冬將軍來的夏天》，2021年出版《成為真正的人》。

## 經歷
現為靜宜大學兼任講師、兒童創意作文班老師。
2003年至2005年間曾與王聰威、高翊峰、李崇建、李志薔、許榮哲、伊格言、張耀仁共同組成「小說家讀者」（又稱「8P」）。
2011年10月，甘耀明參與文建會與德國柏林文學協會所主辦的「台德文學交流合作」計畫，代表台灣作家於柏林駐村一個月。
2013年受邀參與香港浸信大學主辦之「國際作家工作坊」。

## 作品風格與評價
甘耀明的小說作品常融入客家語、文化及歷史，並與民間傳說、習俗編織成一篇篇魔幻寫實風格的鄉野傳奇。2002年之前甘耀明也寫青少年成長、諷刺時事、政治等題材（見於小說集《神秘列車》），也獲得「千面寫手」（李奭學語）的評價。而之後從鄉野傳奇切入，找到屬於自己的文學辨識度，除了是寫作策略，也與成長環境有關：他的家鄉獅潭縱谷即流傳「屙屎嚇番」等反映原漢關係的傳說。也因此與伊格言、童偉格等人常被視為台灣「新鄉土」（或稱後鄉土文學、台灣新寫實主義文學）的代表作家。代表作為長篇小說《殺鬼》。
2015年11月台灣文學獎揭曉，甘耀明《邦查女孩》獲得圖書類長篇小說金典獎；評審委員施淑女認為作者對於台灣的伐木寫得非常好，探觸到台灣各層面的樣貌，作者有著異乎尋常的掌握能力，角色個性塑造鮮活、真實，作者把故事講得很動人。

## 作品

### 短篇小說集
- 《神秘列車》（台北：寶瓶文化，2003）

［日譯本］白水紀子譯：《神秘列車》（東京：白水社，2015）
- 《水鬼學校和失去媽媽的水獺》（台北：寶瓶文化，2005）
- 《喪禮上的故事》（台北：寶瓶文化，2010；簡體版，北京：人民教育出版社，2012）

### 長篇小說
- 《殺鬼》（台北：寶瓶文化，2009；簡體版，北京：中國友誼出版公司，2010）

［日譯本］白水紀子譯：《鬼殺し》上、下（東京：白水社，2016）
- 《邦查女孩》（台北：寶瓶文化，2015；簡體版，北京：文化发展出版社，2018）
- 《冬將軍來的夏天》（台北：寶瓶文化，2017）

［日譯本］白水紀子譯：《冬将軍が来た夏》（東京：白水社，2018）
- 《成為真正的人(minBunun)》（台北：寶瓶文化，2021）

［日譯本］白水紀子譯：《真の人間になる》（東京：白水社，2023）

### 散文
- 李崇建、甘耀明：《沒有圍牆的學校：體制外的學習天空》（台北：寶瓶文化，2004）
- 李崇建、甘耀明：《對話的力量：以一致性的溝通，化解內在冰山》（台北：寶瓶文化，2017）
- 李崇建、甘耀明：《閱讀深動力：從「對話」開啟閱讀，激發出孩子的不凡人生》（台北：寶瓶文化，2017）
- 李崇建、甘耀明：《薩提爾的守護之心》（台北：寶瓶文化，2020）

### 兒童文學
- 林生祥、溫尹嫦、甘耀明、羅思容：《笑笑仔世界》（台北：台北市政府客家事務委員會，2016）
- 《微笑老妞》（台北：台北市政府客家事務委員會，2016）
- 《嘓嘓仔》（台北：台北市政府客家事務委員會，2017）
- 甘耀明、李杰珉、溫尹嫦、黃瑋傑、林生祥、羅思容：《囓鬼》（台北：台北市政府客家事務委員會，2017）
- 李崇建、甘耀明：《透明人》（台北：親子天下，2020）
- 李崇建、甘耀明：《藍眼叔叔》（台北：親子天下，2020）

## 獲獎
- 2002《聖旨嘴》獲第16屆聯合文學小說新人獎短篇小說推薦獎
- 2005《匪神》獲九十三年度九歌年度小說選小說首獎、第三十六屆吳濁流文學獎；《水鬼學校和失去媽媽的水獺》獲中國時報開卷年度十大好書獎。
- 2009《殺鬼》獲中國時報開卷年度十大好書獎。
- 2010《殺鬼》獲台北國際書展大獎。
- 2015《邦查女孩》獲台灣文學獎圖書類長篇小說金典獎（與吳明益《單車失竊記》並列）[8]、中國時報開卷年度十大好書獎；《邦查女孩》與《殺鬼》獲選「小說引力：華文國際互聯平台2001～2015華文長篇小說20部」
- 2016《邦查女孩》獲得台北國際書展大獎冠軍、金鼎獎、第六屆紅樓夢獎決審團獎。
- 2017《邦查女孩》、《冬將軍來的夏天》入選2017法蘭克福書展臺灣館書單。
- 2020《薩提爾的守護之心》獲得金石堂十大好書。
- 2021《成為真正的人》獲得Openbook好書獎。
- 2022《成為真正的人》奪得台北國際書展大獎第三座冠軍[9]、第九屆聯合報文學大獎[10]、第九屆紅樓夢獎首獎與金鼎獎。

## 外部連結
- 甘耀明（樂多日誌）
- 甘耀明數位主題館 （页面存档备份，存于）由國立中興大學人社中心製作 （页面存档备份，存于）
- 甘耀明的個人資料 - 靜宜大學　通識教育中心 （页面存档备份，存于）